# Исиномори, Сётаро
Сётаро Исиномори (яп. 石ノ森 章太郎 Исиномори Сё:таро:, 25 января 1938 — 28 января 1998, настоящее имя — Сётаро Онодэра  (яп. 小野寺 章太郎)), известен также как Сётаро Исимори (яп. 石森 章太郎) — японский мангака, автор популярной манги Cyborg 009 и токусацу (телесериала о супергероях) Kamen Rider. Дважды получал премию манги издательства Shogakukan, в 1968 году за работу Sabu to Ichi Torimono Hikae а в 1988 году — за Hotel и Manga Nihon Keizai Nyumon. В его честь был назван музей манги (яп. 石ノ森萬画館 Исиномори мангакан), открывшийся в 2001 году в городе Исиномаки (преф. Мияги). Кроме того, уже после смерти Исиномори вошёл в книгу рекордов Гиннесса как автор самого большого количества комиксов: общее количество страниц во всех его работах превышает 128 000.

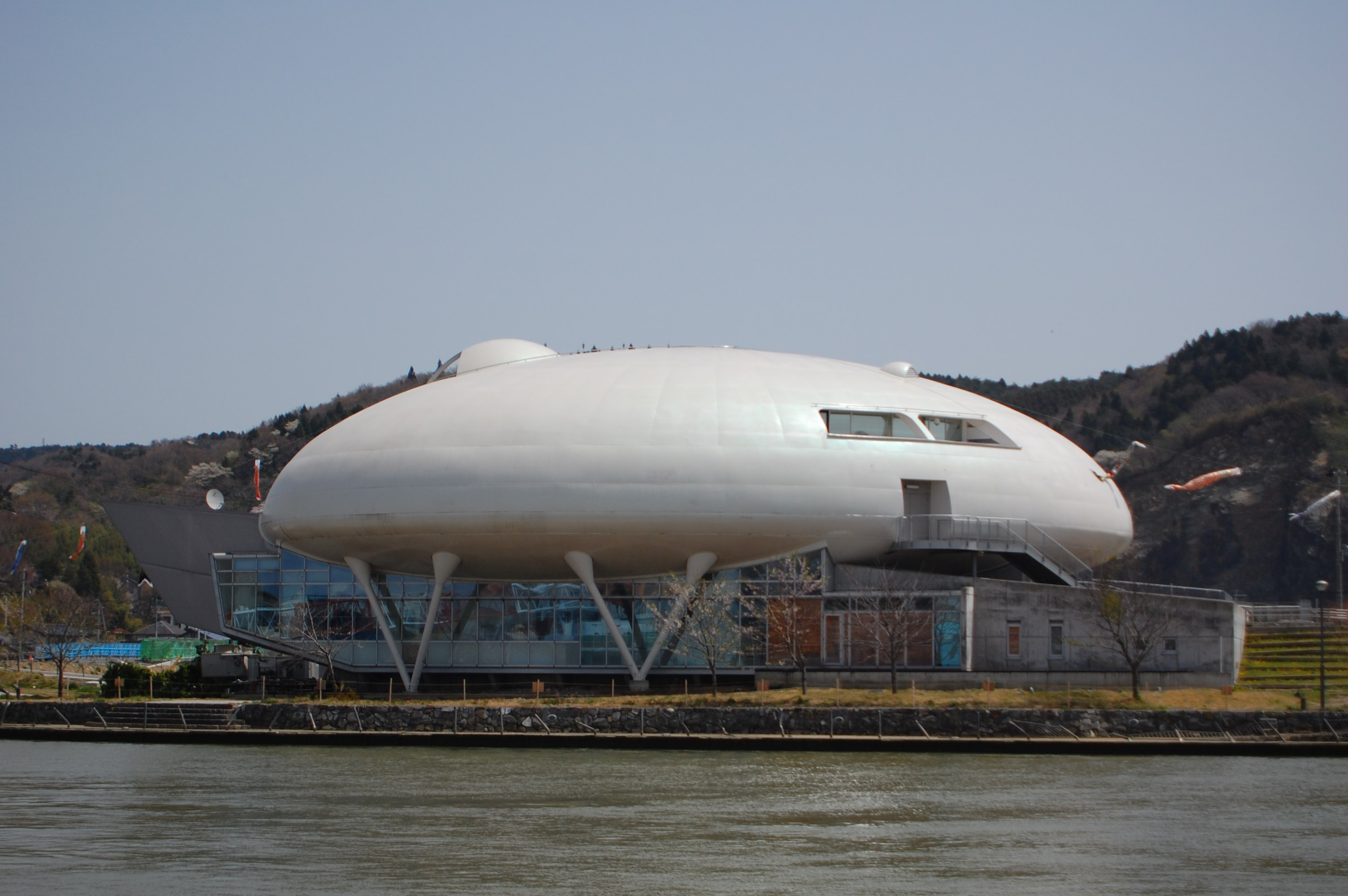
Музей «Исиномори мангакан»
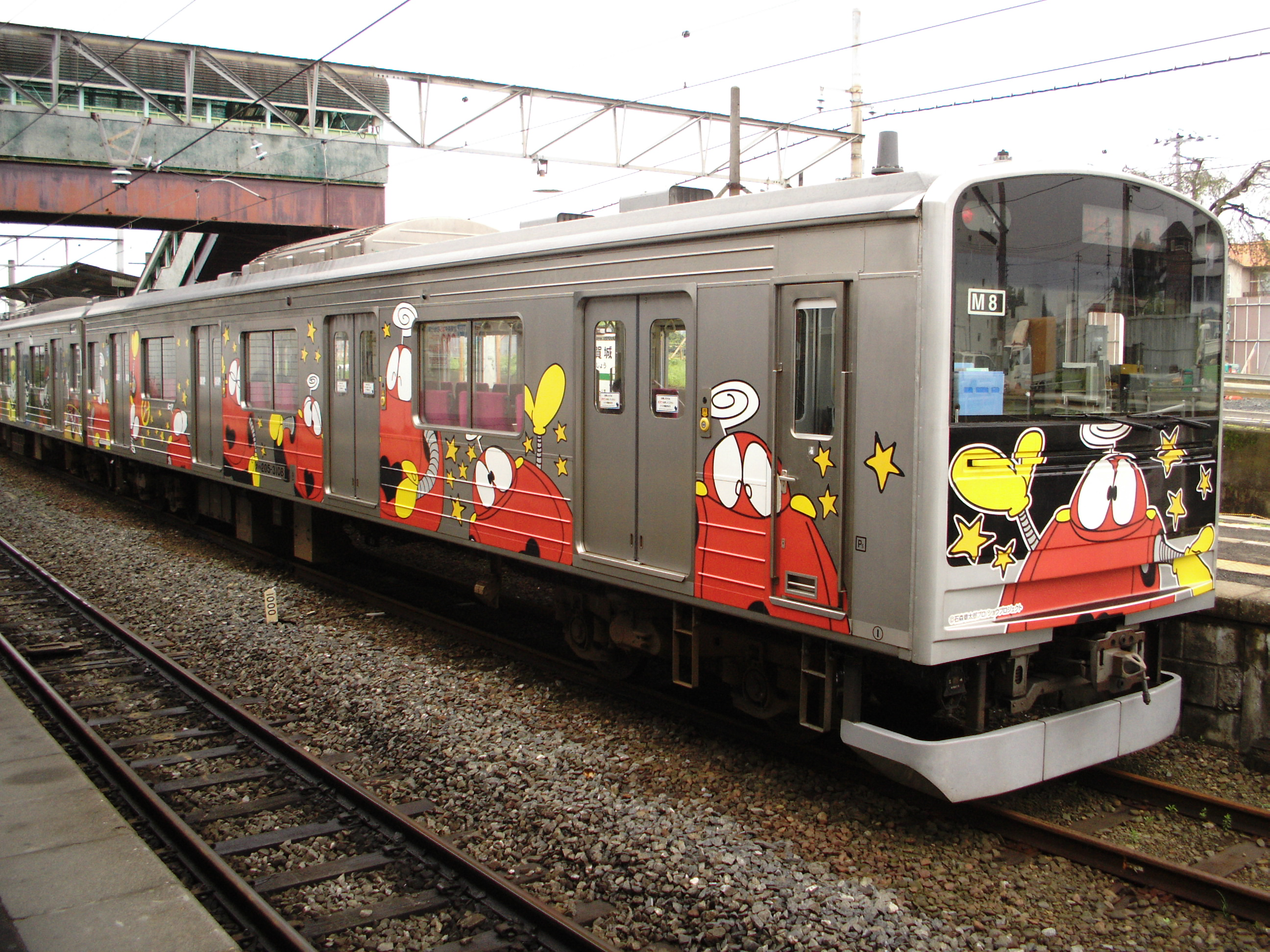
Вагон поезда на линии Сэнсэки, разрисованный персонажами манги Исиномори Ganbare!! Robocon[англ.]

## Биография
Сётаро Исономори (настоящее имя — Сётаро Онодэра (яп. 小野寺 章太郎 Онодэра Сё:таро:)) родился 25 января 1938 года в городе Томе (префектура Мияги). Писать мангу он начал во время обучения в средней школе в 1950 году. В 1954 году в журнале Shonen Sunday была опубликована его работа Ninkyuu Tenshi. Окончив школу в 1956 году, Исономори переехал в Токио. Примерно тогда же художник взял свой первый псевдоним — «Сётаро Исимори». Наставником мангаки был Осаму Тэдзука, вместе с которым он работал над мангой и над полнометражным фильмом Saiyuki.
В 1963 году началось издание ставшей впоследствии известной манги Исиномори Cyborg 009. В 1966 году за неё автор удостоился премии издательства Kodansha «За лучшую детскую мангу». В том же году он начал издавать мангу Sabu to Ichi Torimono Hikae, за которую в 1968 году получил премию издательства Shogakukan. Тогда же Исономори создал компанию Ishimori Professional. Его помощником и одновременно учеником был Го Нагаи.
В 1972 году впервые была опубликована манга Kamen Rider, по мотивам которой затем был создан целый ряд художественных произведений. Фактически данная манга заложила основы жанра «токусацу». В 1983 году Исономори начал выпуск реалистичной манги Hotel, позднее экранизированной в виде телесериала. В 1986 году он поменял псевдоним на «Исономори Сётаро». В том же году автор начал выпускать свою мангу Manga Nihon Keizai Nyumon, являющуюся исследованием японской экономики, за которую удостоился нескольких наград, в том числе Гран-при Союза мангак Японии в 1988 году; впоследствии он сам стал главой этой организации.
Одной из самых длинных манг стал созданный Исономори манга-учебник об истории Японии под названием Manga Nihon no Rekishi, состоящий из 10 000 страниц. В Японии данная манга используется в образовательных целях. В 1993 году у художника была обнаружена болезнь сердца, однако, несмотря на это, он не прекращал работы над своими произведениями.